# SC Naumburg
Le SC Naumburg fut un club allemand de football localisé dans la ville de Naumburg en Saxe-Anhalt.

## Histoire
Le club fut fondé le 29 septembre 1899. En janvier 1900, le SC Naumburg fut des fondateurs de la Fédération allemande de football (DFB).
Ce club fut membre de la Verband Mitteldeutscher Ballspiel-Vereine (VMBV).
Le club fut dissous en 1908.